# بلویاروو
بلویاروو (به لاتین: Beloyarovo) یک منطقهٔ مسکونی در روسیه است که در استان آمور واقع شده‌است.